# North American Species of Euphorbia
North American Species of Euphorbia (abreviado N. Amer. Euphorbia) es un libro con ilustraciones y descripciones botánicas que fue escrito por el botánico estadounidense John Bitting Smith Norton y publicado en el año 1899.
Fue preimpreso desde Ann. Rep. Missouri Bot. Gard. 1900: 85-144